# Sialia currucoides
Sialia currucoides là một loài chim trong họ Turdidae.